# Pyrenula macrospora
Pyrenula macrospora är en lavart som först beskrevs av Degel., och fick sitt nu gällande namn av Coppins & P. James. Pyrenula macrospora ingår i släktet Pyrenula och familjen Pyrenulaceae.   Inga underarter finns listade i Catalogue of Life.